# (38594) 1999 XF193
1999 XF193 (asteroide 38594) é um asteroide troiano de Júpiter. Possui uma excentricidade de 0.05010230 e uma inclinação de 8.85651º.
Este asteroide foi descoberto no dia 12 de dezembro de 1999 por LINEAR em Socorro.